# Закупи
Закупи — категорія феодальнозалежних селян на Русі в 11-12 ст. і в Україні в 14-16 ст.
1. В Русі називалися люди, які брали у феодала позику (купу) і за це мусили виконувати йому феодальні повинності. За «Руською Правдою» мали майно, могли входити в договірні відносини. Землевласник мав право застосовувати проти фізичну силу, але не міг його вбити. За останнім залишалось право оскаржити дії феодала у княжому суді. дозволялось піти від феодала, щоб заробити гроші для сплати боргу. отримував від землевласника знаряддя праці і коня та був зобов'язаний працювати на його полі. Сплата боргу робила вільним, хоча умови виплати залишалися невідомими. Коли до повернення боргу тікали від феодала, він мав право повернути їх назад і перетворити на холопів.
2. В Україні 14-16 ст. феодали закликали збіднілих селян і міщан на свої землі, давали їм позику грішми, тяглом, зерном тощо. До повернення позики З. були зобов'язані виконувати на користь землевласників певні феодальні повинності. Коли протягом 10 років З. не сплачували боргу, феодали перетворювали їх на кріпаків (див. Кріпосне право).
Закуп у Київській державі — раб борговий, тобто такий, що отримав від боярина (феодала) позичку (купу) і до її повернення повинен працювати у господарстві кредитора, тобто виконувати феодальні повинності. Права закупів були юридично оформлені в «Руській правді». За цим документом феодал мав право застосовувати фізичну кару до закупів, але не міг їх продавати. У разі втечі міг перетворити закупа на холопа.
В Україні XIV—XVI ст. закупи — це збіднілі селяни, яких феодали приваблювали на свої землі, даючи їм позичку грошима, необхідним реманентом, збіжжям. До повернення позички закупи були зобов'язані виконувати на користь землевласника феодальні повинності. Якщо упродовж 10 років борг не сплачувався, закуп перетворювався на кріпака.